# Adolf Otto Reinhold Windaus
Adolf Otto Reinhold Windaus (25. prosince 1876, Berlín, Německo – 9. června 1959, Göttingen, Německo) byl německý chemik, držitel Nobelovy ceny za chemii.
V roce 1928 získal Nobelovu cenu za výzkum struktury sterolů a jejich vztahu k vitamínům.